# Therese Wittrock

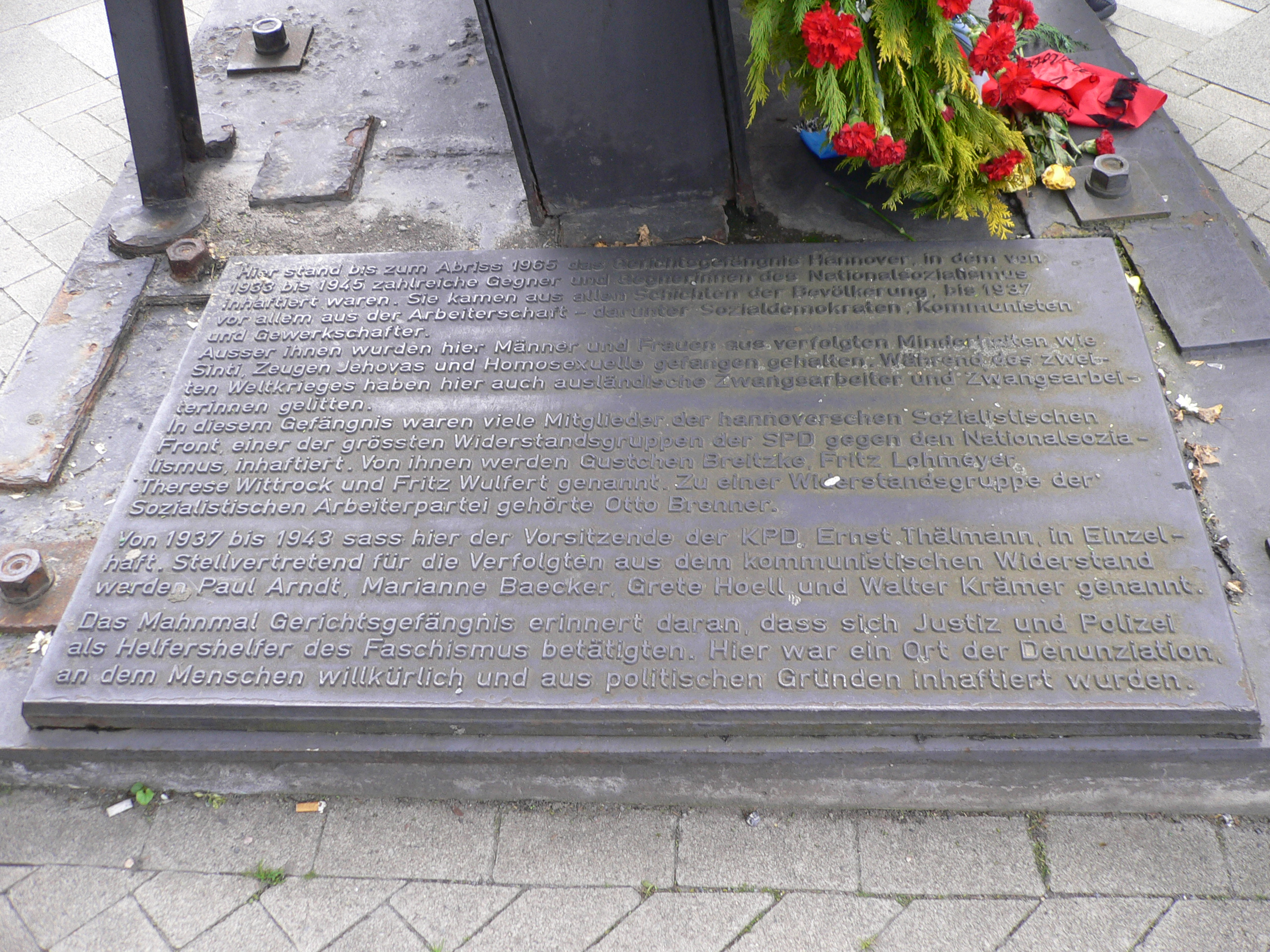
Therese Wittrock in der Inschrift am Mahnmal Gerichtsgefängnis Hannover neben dem Pavillon

Therese Wittrock, geborene Therese Tarnow (geboren 20. Oktober 1888 in Hannover; gestorben 24. Oktober 1957 ebenda), war eine deutsche Hausangestellte, Dissidentin und sozialdemokratische Widerstandskämpferin gegen den Nationalsozialismus.

## Familie
Therese Wittrock kam 1888 in Hannover als Tochter des aus Posen hinzugezogenen evangelischen Tischlers Friedrich Wilhelm Tarnow und dessen katholischer Ehefrau Maria, geborene Olms, zur Welt.
Sie war Halbschwester des Gewerkschaftsfunktionärs und Reichstagsabgeordneten (ab 1928) Fritz Tarnow, der nach 1933 mit gefälschten Papieren über die Niederlande, Kopenhagen und schließlich nach Stockholm emigrieren konnte.
Wittrocks Ehemann Gottlieb und Sohn Rudolf Wittrock wurden während des Nationalsozialismus im gleichen Prozess wie sie selbst 1937 verurteilt.

## Leben
Nach dem Besuch der Volksschule, an der sie eine der besten Schülerinnen war, arbeitete Therese Wittrock acht Jahre lang als Hausangestellte, in denen sie sich gründliche Qualifikationen in der Hauswirtschaft erwarb. Noch zur Zeit des Deutschen Kaiserreichs trat sie am 1. Mai 1912 in die SPD ein und organisierte sich ab demselben Jahr im Verband der Hausangestellten.

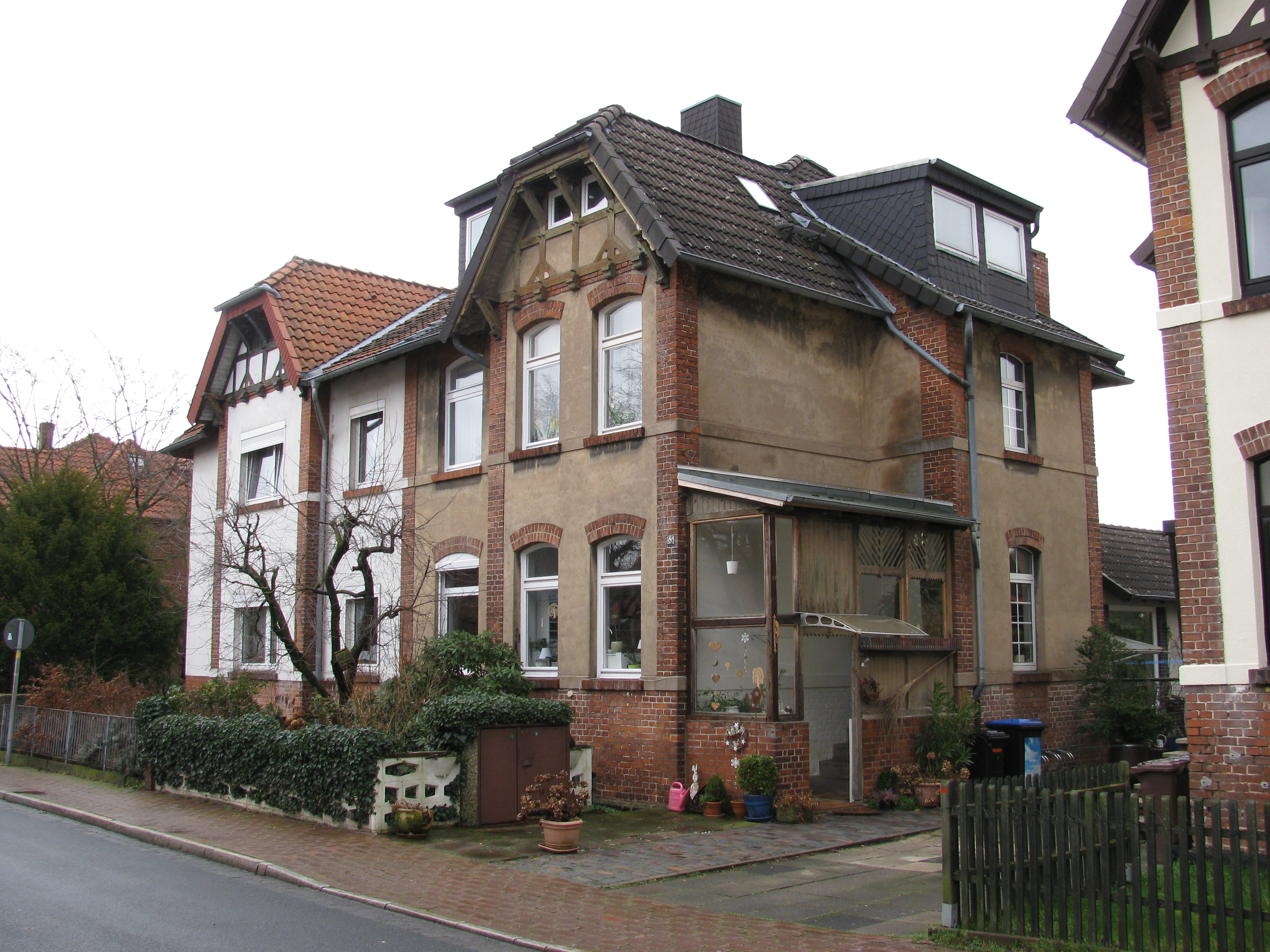
Das genossenschaftlich errichtete Haus Schnabelstraße 55 (im Vordergrund) in Ricklingen hatte Therese Wittrock mit ihren Ersparnissen für ihre Familie erworben.

Am 17. April 1913 heiratete sie standesamtlich den Arbeiter Gottlieb Wittrock, wie sie in der Sozialdemokratie engagiert. Das Paar lehnte eine kirchliche Trauung ab. Mit ihrer Familie bewohnte sie das von dem Gemeinnützigen Bauverein Ricklingen errichteten Siedlungshaus Schnabelstraße 55, das das Paar mit Hilfe der Ersparnisse Thereses kaufen konnte. Als geschickte Näherin fertigte sie zudem den Großteil der Bekleidung ihrer Familie selbst an, um den Haushalt finanziell zu entlasten. Darüber hinaus nähte sie unter anderem Decken, Matratzen und Fahnen für die Reichsarbeitsgemeinschaft der Kinderfreunde.
Während der Weimarer Republik engagierte sich Therese Wittrock unter anderem bei den Roten Falken, in der Arbeiterwohlfahrt sowie im Hannoverschen Konsumverein.
Ihre Kinder schickten die Wittrocks trotz eines langen Schulweges in die ab Ostern 1922 gegen erhebliche Bürgerproteste eingerichteten Weltlichen Sammelklassen in der späteren Weltlichen Schule Petristraße in Linden-Süd. Dort engagierte sich Therese im Elternbeirat und setzte durch, dass ein noch mit dem Rohrstock „arbeitender“ Lehrer sein Verhalten ändern musste.
Therese Wittrock engagierte sich zudem für die Einrichtung weiterer bekenntnisfreien Klassen in der vormals nur für Jungen gedachte Bürgerschule 63 in der Ricklinger Nordfeldstraße, die sich ab 1926 aufgrund der zahlreichen Anmeldungen ebenfalls zu einer Weltlichen Schule mit eigenem Rektor entwickelte und die von Wittrocks jüngster Tochter Elfriede besucht wurde.
In der Zeit des Nationalsozialismus wurde sie nach der sogenannten Machtergreifung im Jahr 1933 Mitglied der Widerstandsgruppe Sozialistische Front (SF). Nachdem am 24. August 1936 ihr Ehemann, Sohn Rudolf und Tochter Ilse festgenommen worden waren, wurde auch Therese Wittrock am 30. September 1936 erstmals verhaftet. Im September 1937 wurde sie erneut festgenommen: Nach ihrer Inhaftierung im Gerichtsgefängnis Hannover verurteilte sie das Oberlandesgericht Hamm wegen Vorbereitung zum Hochverrat und unerlaubten Waffenbesitzes zu einer Gefängnisstrafe von einem Jahr und 10 Monaten Gefängnis.
Im gleichen Prozess wurde Wittrocks Sohn Rudolf zu 2 Jahren und 10 Monaten Zuchthaus verurteilt, ihr Ehemann Gottlieb Wittrock zu einem Jahr und 2 Monaten Gefängnis.
Ihre Strafe verbüßte Therese Wittrock in Gelsenkirchen.
Nach dem Zweiten Weltkrieg besuchte Therese Wittrock 1948 als Mitglied der „Ersten niedersächsischen Frauendelegation“ die Stadt Bristol.

## Ehrungen
- Am 8. Mai 1989 wurde am Standort des ehemaligen Gerichtsgefängnisses in Hannover das Mahnmal Gerichtsgefängnis enthüllt, das an die dort durch die Nationalsozialisten Verfolgten erinnern soll. In der Gedenkinschrift findet Therese Wittrock Erwähnung.
- 1993 wurde in Wettbergen[3] der Therese-Wittrock-Weg nach der Widerstandskämpferin benannt.[6]